# 厚壳红瘤果茶
厚壳红瘤果茶（学名：Camellia rubituberculata）是山茶科山茶属的植物。分布于中国大陆的贵州等地，生长于海拔1,000米的地区，常生于常绿林中。